# تيدي أشتون
تيدي أشتون (بالإنجليزية: Teddy Ashton)‏ (19 يناير 1906 في المملكة المتحدة - 1978 في المملكة المتحدة) هو لاعب كرة قدم بريطاني (وحمل سابقاً جنسية المملكة المتحدة لبريطانيا العظمى وأيرلندا) في مركز الهجوم. لعب مع شيفيلد يونايتد ونادي بارنسلي ونادي كارلايل يونايتد وMexborough Town F.C. ‏.